# Zac Dalpe
Zac Dalpe (* 1. November 1989 in Paris, Ontario) ist ein ehemaliger kanadischer Eishockeyspieler, der im Verlauf seiner aktiven Karriere zwischen 2008 und 2025 unter anderem 184 Spiele für die Carolina Hurricanes, Vancouver Canucks, Buffalo Sabres, Minnesota Wild, Columbus Blue Jackets und Florida Panthers in der National Hockey League (NHL) auf der Position des Centers bestritten hat. Darüber hinaus absolvierte Dalpe weit über 600 weitere Partien in der American Hockey League (AHL).

## Karriere

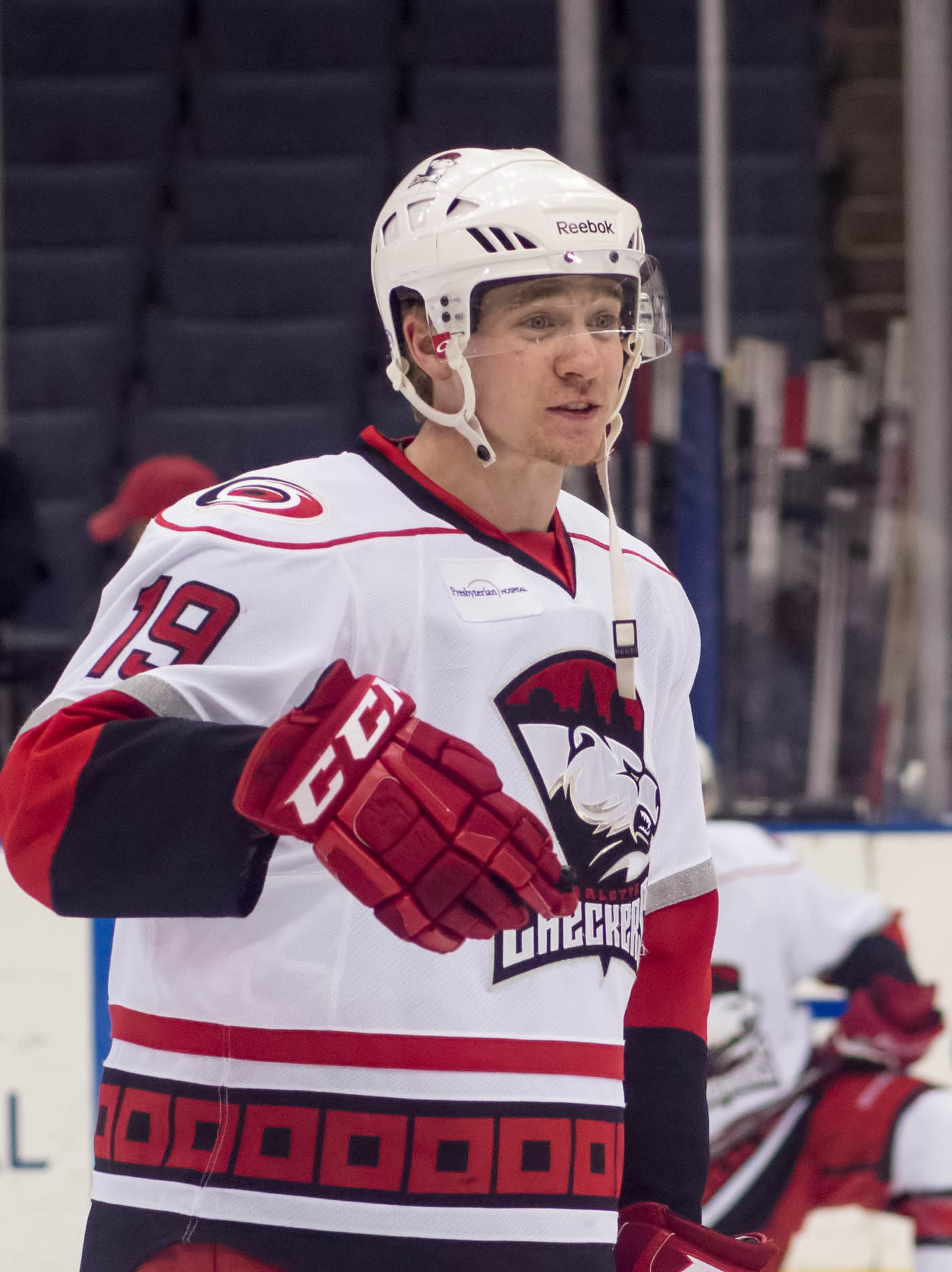
Dalpe im Trikot der Charlotte Checkers (2013)

Zac Dalpe begann seine Karriere als Eishockeyspieler bei den Penticton Vees, für die er in der Saison 2007/08 in der kanadischen Juniorenliga British Columbia Hockey League (BCHL) aktiv war. Mit seiner Mannschaft gewann er auf Anhieb den Meistertitel der BCHL, zu deren Most Sportsmanlike Player er ernannt wurde. Im NHL Entry Draft 2008 wurde er in der zweiten Runde als insgesamt 45. Spieler von den Carolina Hurricanes aus der National Hockey League (NHL) ausgewählt. Anschließend besuchte der Center zunächst zwei Jahre lang die Ohio State University, für deren Eishockeymannschaft er parallel in der National Collegiate Athletic Association (NCAA) spielte. Im Frühjahr 2009 wurde er dabei in das All-Rookie Team der Central Collegiate Hockey Association (CCHA) gewählt und ein Jahr später in das erste All-Star Team der Universitätsliga.
Gegen Ende der Saison 2009/10 gab Dalpe sein Debüt im professionellen Eishockey für Carolinas Farmteam Albany River Rats, für die er 17 Spiele in der American Hockey League (AHL) bestritt und dabei neun Tore und vier Vorlagen erzielte. In der Saison 2010/11 stand der Rechtsschütze in insgesamt 77 Spielen für Carolinas neues AHL-Farmteam Charlotte Checkers auf dem Eis und erzielte dabei 70 Scorerpunkte, davon 29 Tore. Aufgrund seiner Leistungen bei den Checkers wurde er am Saisonende in das AHL All-Rookie Team gewählt. Im Saisonverlauf kam er zudem zu 15 Einsätzen in der NHL für die Carolina Hurricanes und erzielte dabei drei Tore und eine Vorlage. Am 29. September 2013 wurde Dalpe gemeinsam mit Jeremy Welsh zu den Vancouver Canucks transferiert, die dafür Kellan Tochkin und ein Viertrunden-Wahlrecht im NHL Entry Draft 2014 an die Hurricanes abgaben. Anschließend konnte er sich einen Stammplatz im NHL-Kader der Canucks sichern.
Im Sommer 2014 wechselte Dalpe zu den Buffalo Sabres und unterschrieb dort einen Einjahresvertrag. Nachdem dieser ausgelaufen war, schloss er sich im Juli 2015 den Minnesota Wild an. Dort verpasste er einen Großteil der Einsatzzeit aufgrund von Verletzungen und wechselte regelmäßig zwischen NHL und AHL, wobei er im Februar 2017 vom Waiver von den Columbus Blue Jackets verpflichtet wurde. Nach vier Jahren in der Organisation der Blue Jackets wechselte Dalpe im Juli 2021 zu den Florida Panthers. In den Playoffs 2023 erreichte er mit den Panthers das Endspiel um den Stanley Cup, unterlag dort allerdings den Vegas Golden Knights mit 1:4. Hauptsächlich lief der Stürmer bis zum Ende der Spielzeit 2024/25 aber für deren AHL-Kooperationspartner Charlotte Checkers, deren Mannschaftskapitän er war, auf. Im Juli 2025 gab der 35-Jährige das Ende seiner aktiven Karriere bekannt.

## Erfolge und Auszeichnungen
| - 2008 Fred-Page-Cup-Gewinn mit den Penticton Vees - 2008 BCHL Interior Division Most Sportsmanlike Player - 2009 CCHA All-Rookie Team - 2010 CCHA First All-Star Team | - 2010 NCAA West Second All-American Team - 2011 AHL All-Rookie Team - 2025 Teilnahme am AHL All-Star Classic (verletzungsbedingte Absage) |

### International
- 2007 Goldmedaille bei der World Junior A Challenge

## Karrierestatistik

### International
Vertrat Kanada bei:
- World Junior A Challenge 2007

(Legende zur Spielerstatistik: Sp oder GP = absolvierte Spiele; T oder G = erzielte Tore; V oder A = erzielte Assists; Pkt oder Pts = erzielte Scorerpunkte; SM oder PIM = erhaltene Strafminuten; +/− = Plus/Minus-Bilanz; PP = erzielte Überzahltore; SH = erzielte Unterzahltore; GW = erzielte Siegtore; 1 Play-downs/Relegation; Kursiv: Statistik nicht vollständig)